# Julian Huxley
Sir Julian Sorell Huxley FRS (22. června 1887 – 14. února 1975) byl anglický evoluční biolog, humanista a internacionalista. Byl obhájcem přirozeného výběru a vedoucí postavou moderní evoluční syntézy. Byl sekretářem Londýnské zoologické společnosti (1935–1942), prvním ředitelem UNESCO a zakladatelem Světového fondu na ochranu přírody.
Byl známým popularizátorem vědy přes knihy, články, rádio a televizi. V roce 1953 získal Kalinga Prize od UNESCO za popularizaci vědy, v roce 1956 Darwinovu medaili od Královské společnosti a v roce 1958 Darwinovu–Wallaceovu medaili od Linného společnosti v Londýně. V roce 1958 byl pasován na rytíře.

## Biografie
Pocházel z vlivné rodiny Huxleyů (byl vnukem Thomase Henryho Huxleyho, starším bratrem Aldouse Huxleyho a nevlastním bratrem Andrewa Huxleyho). Jeho prastrýcem z matčiny strany byl básník Matthew Arnold.
Narodil se 22. června 1887 v Londýně v domě své tety v době, kdy se jeho otec účastnil oslav 50. výročí usazení na trůn královny Viktorie. Mládí strávil v Surreyi, kde se začal zajímat o přírodu.

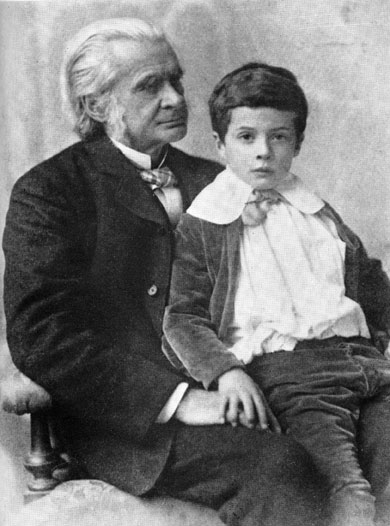
T. H. Huxley s Julianem v roce 1893

Ve svých třinácti letech nastoupil na Eton College, kde se dále zajímal o vědu. Začal se zajímat o ornitologii. V roce 1905 získal stipendium v zoologii na Balliol College v Oxfordu.
Na Oxfordské univerzitě se začal zajímat o embryologii a prvoky. V roce 1908 zemřela jeho matka na rakovinu. V roce 1909 promoval a červenec toho roku strávil na mezinárodním shromáždění ke stému výročí Darwinova narození (a zároveň padesátému výročí publikování O původu druhů).

## Kariéra
Získal roční stipendium do Naples Marine Biological Station, kde se začal při studiu pláštěnců a ježovek zajímat o vývojovou biologii. V roce 1910 byl zaměstnán v Oddělení zoologie a srovnávací anatomie na Oxfordské univerzitě a začal zkoumat namlouvací návyky vodních ptáků (např. vodouše rudonohého nebo potápek). Jeho kniha o potápkách roháčích z roku 1914 se stala klíčovou publikací v oboru etologie ptáků.
V roce 1912 byl požádán, aby založil nové biologické oddělení na nově vzniklém Riceově institutu (dnešní Riceova univerzita) v Houstonu. V září roku 1912 se vydal do USA, kde navštívil několik univerzit. V laboratoři Thomase Morgana (Kolumbijská univerzita) požádal Hermanna Mullera, aby se k němu připojil. Ten nabídku přijal, rychle dokončil své Ph.D. a od roku 1915 na Riceově univerzitě učil biologii.
Před tím, než začal působit na Riceově institutu, strávil Huxley rok v Německu, kde se na svou novou práci připravoval. V roce 1913 se psychicky zhroutil poté, co se rozešel se svou přítelkyní Kathleene Fordhamovou, a zotavoval se v sanatoriu. Další rok se mu deprese vrátily a se svým bratrem Trevenenem skončil ve stejném sanatoriu. Jeho bratr se později oběsil. Deprese postihovaly více lidí z rodiny Huxleyů.
V září roku 1916 se vrátil z Texasu do Anglie a přidal se k Intelligence Corps. Po válce začal pracovat v oddělení zoologie na Oxfordské univerzitě.
V roce 1919 si vzal Juliette Baillot. Brzy po svatbě utrpěl další nervové zhroucení. Ze zápisků jeho ženy se zdá, že měl bipolární afektivní poruchu.

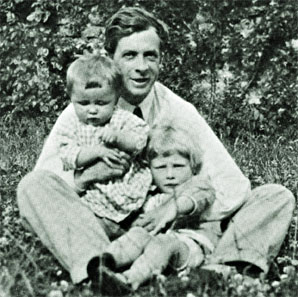
Julian Huxley se svými dvěma syny, Anthonym a Francisem

V roce 1925 se stal profesorem zoologie na King's College London, ale v roce 1927 na své místo rezignoval a začal s H. G. Wellsem a jeho synem G. P. Wellsem pracovat na knize The Science of Life. Nějakou dobu si ještě držel místo na King's College jako čestný profesor. Mezi lety 1927–31 byl profesorem fyziologie na Royal Institution.

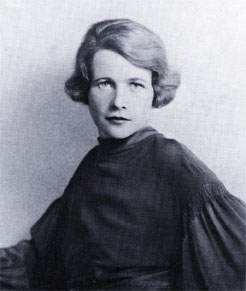
Juliette Huxley zhruba v roce 1929

V roce 1929, po dokončení The Science of Life, se vydal do východní Afriky. Zjistil, že příroda v národním parku Serengeti je téměř nepoškozená, protože přítomnost mouchy tse-tse zabraňovala lidem zabydlet se tam. Jeho žena popisuje, že během této cesty se Julian zamiloval do osmnáctileté Američanky a poté se snažil doma zavést principy otevřeného manželství. Pár se rozdělil a Julian odcestoval do USA, kde se snažil najít zaměstnání. V roce 1931 se ale vrátil zpět do Anglie.
Na začátku 30. let hodně cestoval a angažoval se ve vědě i politice. Navštívil Keňu a další východoafrické státy, kde pozoroval zakládání národních parků na několika málo místech, které zůstaly kvůli malárii neobydlené.
V roce 1935 se stal sekretářem Londýnské zoologické společnosti a dalších sedm let strávil převážně spravováním společnosti a jejích zoologických zahrad (např. Londýnské zoologické zahrady). Měl několik na tu dobu neobvyklých návrhů – například se snažil o to, aby byla zahrada přívětivější pro děti.
V roce 1941 byl pozván, aby dělal sérii přednášek po Spojených státech. Poté, co USA vstoupily do války, bylo pro něj těžké dostat se zpět do Spojeného království a tak tam pobyl déle, než plánoval. Rada Zoologické společnosti této příležitosti využila k tomu, aby mu dala výpověď.
V roce 1943 se stal členem britské komise, která měla hledat vhodná místa v Commonwealthu v západní Africe pro založení univerzit. Tam onemocněl hepatitidou. Poté se ještě nervově zhroutil a rok mu trvalo, než se zotavil. V té době mu bylo 55 let.
Podílel se na vzniku UNESCO a v roce 1946 se stal jejím prvním ředitelem. Původně měl na této pozici setrvat šest let, ale nakonec se doba zkrátila na dva roky. Jeho krátká působnost byla obecně pokládána za úspěšnou. Sepsal 60 stránkovou publikaci o účelu a filosofii UNESCO, která byla později vytištěna jako oficiální dokument.
Spolu s Victorem Stolanem, Peterem Scottem, Maxem Nicholsonem a Guyem Mountfortem založil Světový fond na ochranu přírody.
Kromě mezinárodních a humanistických zájmů zkoumal evoluci a všechny její aspekty, jako etologii, embryologii, genetiku, antropologii a také cytologii. Byl silným zastáncem evoluce a hlavně díky jeho podílu na moderní evoluční syntéze v roce 1956 získal Darwinovu medaili Královské společnosti a v roce 1958 Darwinovu–Wallaceovu medaili.
Byl přítelem a učitelem biologů a nositelů Nobelovy ceny Konrada Lorenze a Nikolaase Tinbergena.

## Hlavní témata

### Evoluce
Na počátku 20. století byl jedním z mála biologů, kteří považovali přirozený výběr za hlavní hnací motor evoluce a kteří věřili, že evoluce probíhá po malých krocích a ne po saltacích (skocích). Tyto názory jsou dnes standardní.
Byl jedním z hlavních tvůrců moderní evoluční syntézy, která proběhla někdy při druhé světové válce. Napsal knihu Evolution: The Modern Synthesis.
„Nejpoučnější epizodou v historii evoluční biologie bylo ustanovení ,neodarwinistické syntézy’.“ Berry a Bradshaw, 1992.
Zavedl pojmy „nová syntéza“ a „klad“.

### Sekulární humanismus
Byl sekulárním humanistou, protože věřil, že lidstvo je zodpovědné za svou vlastní budoucnost a to v minulosti evolučně vedlo ke vzniku citu pro etiku.

### Eugenika a rasa
Věřil, že eugenika je důležitá pro odstranění nechtěných variant z lidského genofondu, ale alespoň po druhé světové válce považoval lidskou rasu za pro biologii zbytečný pojem.
Stejně jako mnoho intelektuálů v jeho době věřil, že nejnižší sociální třídy jsou geneticky podřadné. Následující text napsal v roce 1941:
„Nejnižší vrstvy se rozmnožují moc rychle. Proto se jim nesmí dopřávat lehkého přístupu k pomoci nebo nemocniční léčbě (...) dlouhá nezaměstnanost by měla být důvodem ke sterilizaci.“
C. Duvall o něm napsal: „Jeho pohled zapadal do spektra názorů přijatelného mezi anglickou intelektuální elitou. Spolu s magazínem Nature sdílel nadšení pro kontrolu porodnosti a ,dobrovolnou’ sterilizaci.“
Jako odpověď k nastupování evropského fašismu v 30. letech spolu s etnologem A. C. Haddonem napsal knihu We Europeans.
V roce 1957 zavedl pojem „transhumanismus“ pro označení hnutí, které podporuje použití vědy a technologií ke zlepšení lidských vlastností.

### Biografie
- Baker John R. 1978. Julian Huxley, scientist and world citizen, 1887–1975. UNESCO, Paris.
- Clark, Ronald W. 1960. Sir Julian Huxley. Phoenix, London.
- Clark, Ronald W. 1968. The Huxleys. Heinemann, London.
- Dronamraju, Krishna R. 1993. If I am to be remembered: the life & work of Julian Huxley, with selected correspondence. World Scientific, Singapore.
- Green, Jens-Peter 1981. Krise und Hoffnung, der Evolutionshumanismus Julian Huxleys. Carl Winter Universitatsverlag.
- Huxley, Julian. 1970, 1973. Memories and Memories II. George Allen & Unwin, London.
- Huxley, Juliette 1986. Leaves of the tulip tree. Murray, London [her autobiography includes much about Julian]
- Keynes, Milo and Harrison, G. Ainsworth (eds) 1989. Evolutionary studies: a centenary celebration of the life of Julian Huxley. Proceeding of the 24th annual symposium of the Eugenics Society, London 1987. Macmillan, London.
- Olby, Robert 2004. Huxley, Sir Julian Sorell (1887–1975). In Oxford Dictionary of National Biography. (2680 words)
- Waters, C. Kenneth and Van Helden, Albert (eds) 1993. Julian Huxley: biologist and statesman of science. Rice University Press, Houston. [scholarly articles by historians of science on Huxley's work and ideas]